# 북진일도류

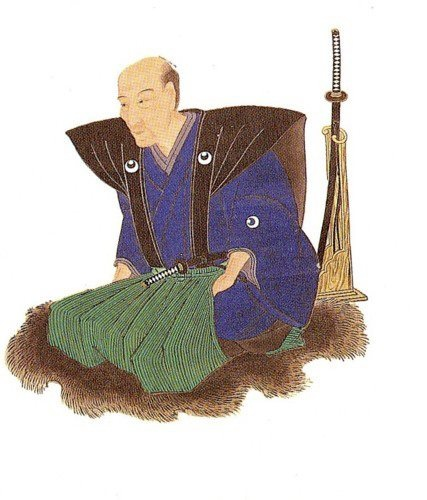

북진일도류(일본어: 北辰一刀流)는 에도 막부의 검호 치바 슈사쿠(千葉周作)가 창시, 현대 검도의 원형이 된 일본 고류 검술의 유파중 하나이다. 에도 막부 말기에는 메이지 유신의 영웅인 사카모토 료마, 신선조의 토도 헤이스케 등 당대의 유명한 무사들을 배출하였다. '기술의 치바'라는 별칭답게, 효율적인 수련법과 기술 그리고 신분을 가리지 않는 입관 허가는 많은 사람들에게 호응을 얻어 엄청난 수련원 수를 자랑하게 되었다.